# Ludolf Backhuysen (batalista)

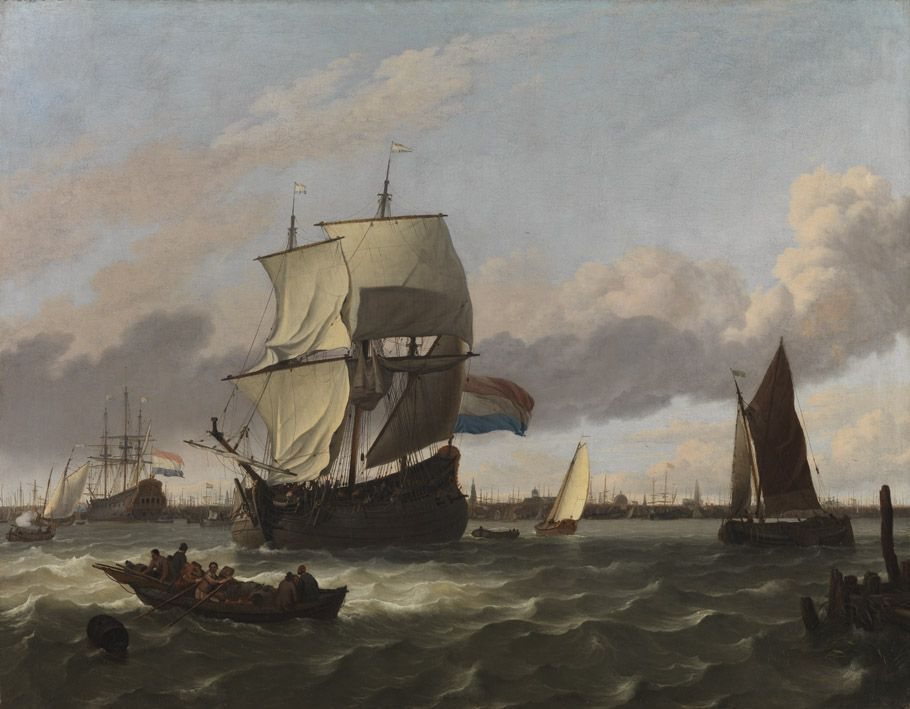
Port morski w Amsterdamie

Ludolf Backhuysen (ur. 29 sierpnia 1717 w Amsterdamie, zm. 6 kwietnia 1782 tamże) – holenderski rysownik i malarz, syn Johannesa Backhuysena (1683–1731), wnuk innego malarza, również Ludolfa – marynisty, pradziadek historyka i eseisty Reiniera Cornelisa Bakhuizen van den Brink (1810–1865).